# Estelle Jacquot
Pour les articles homonymes, voir Jacquot.
Estelle Jacquot (née le 18 octobre 1976) est une joueuse française de Baby-foot originaire de Montpellier. Elle exerce la profession d'assistante sociale.

## Biographie
Elle est membre de l'équipe de France entre 2002 et 2008, et plusieurs fois championne de France en simple.
Elle est également championne du monde en simple en 2014 et titrée par équipe en 2010, 2015 et 2017.